# برلاندا
برلاندا (به سوئدی: Brålanda) یک منطقهٔ مسکونی در سوئد است که در بخش ونسبوری واقع شده‌است. برلاندا ۱٫۵۲ کیلومتر مربع مساحت دارد ۷۰ متر بالاتر از سطح دریا واقع شده‌است.